# Anestesia para cirugía ocular
La cirugía ocular puede realizarse con anestesia tópica, local o general. Se prefiere la anestesia local porque es económica, fácil de realizar y el riesgo es menor. La anestesia local tiene un inicio de acción rápido y proporciona una pupila dilatada con una presión intraocular baja.

## Historia
El Susruta Samhita tiene evidencias del uso de la anestesia para cirugías oculares. Los cirujanos egipcios utilizaban la compresión carotídea para producir una isquemia transitoria durante la cirugía ocular con el fin de reducir la percepción del dolor. En 1884, Carl Koller utilizó cocaína para la cirugía ocular. El mismo año, Herman Knapp utilizó cocaína para el bloqueo retrobulbar. En 1914, Van Lint consiguió la acinesia orbicular mediante inyección local.

## Anestesia tópica (superficial)
La anestesia superficial se administra mediante la instilación de 2,5 ml de xilocaína. Una gota de xilocaína instilada cuatro veces cada 4 minutos producirá anestesia conjuntival y corneal. En lugar de xilocaína también se puede utilizar paracaína, tetracaína, bupivacaína, lidocaína, etc. La cirugía de cataratas mediante facoemulsificación se realiza con frecuencia bajo anestesia superficial. El nervio facial, que irriga el músculo orbicular del ojo, se bloquea además para las cirugías intraoculares. Se sabe que la anestesia tópica provoca toxicidad endotelial y epitelial, alergia y queratopatía superficial.

### Bloqueo facial
Existen cuatro tipos de bloqueo facial: el bloqueo de Van Lint, el bloque de Atkinson, el bloque de O' Brien y el bloque de Nadbath.
- Bloqueo de van Lint: En el bloqueo de Van Lint, se bloquean las ramas periféricas del nervio facial. Esta técnica provoca acinesia del músculo orbicular de los párpados sin parálisis facial asociada. El anestésico se inyecta justo por encima de la ceja y por debajo del margen orbitario inferior, a través de un punto situado unos 2 cm por detrás del margen orbitario lateral a nivel del canto externo del ojo.[2][3]
- Bloqueo de O' Brien: También se conoce como bloqueo del tronco del nervio facial. El bloqueo se realiza a nivel del cuello de la mandíbula, cerca de la apófisis condiloidea. Se inserta la aguja en este punto y se inyectan unos 4 ml de anestésico local mientras se retira la aguja. Puede producirse dolor en el lugar de la inyección si se aplica el bloqueo de O' Brien.[3]
- Bloqueo de Atkinson: La rama superior del nervio facial se bloquea inyectando la solución anestésica en el margen inferior del hueso cigomático.
- Bloqueo de Nadbath: En el bloqueo de Nadbath, el nervio facial se bloquea en el agujero estilomastoideo. Es probable que el paciente experimente dolor.

### Bloqueo retrobulbar
Esta técnica fue practicada por primera vez por Herman Knapp en 1884. En ella, se introduce xilocaína al 2% en el cono muscular situado detrás del globo ocular. La inyección suele administrarse a través del fórnix inferior de la piel de la parte externa del párpado inferior cuando el ojo está en mirada primaria. En el bloqueo retrobulbar se anestesian los nervios ciliares, el ganglio ciliar, el nervio oculomotor y el nervio abducens, con lo que se produce acinesia global, anestesia y analgesia. El músculo oblicuo superior, que se encuentra fuera del cono muscular, no suele paralizarse. Las complicaciones del bloqueo retrobulbar son la perforación del globo, la lesión del nervio óptico, la hemorragia retrobulbar y la parálisis de los músculos extraoculares. La anestesia retrobulbar está contraindicada en el estafiloma posterior, la miopía axial alta y el enoftalmos.

### Bloqueo peribulbar
Esta técnica fue aplicada por primera vez por Davis. En el bloqueo peribulbar, se inyecta anestesia local en los espacios periféricos de la órbita. El anestésico se difunde por el cono muscular y los párpados, provocando una acinesia y anestesia global y orbicular. Tras la inyección, se aplica compresión orbitaria durante unos 15 minutos.

## Anestesia regional (local)
Casi todas las cirugías oculares, como la queratoplastia, la extracción de cataratas, la cirugía del glaucoma, la iridectomía, el estrabismo, la cirugía del desprendimiento de retina, etc., pueden realizarse con anestesia regional. La conjuntiva, el globo y el orbicular se pueden paralizar mediante una combinación de anestesia superficial, anestesia facial y bloqueo retrobulbar. La ventaja es que produce menos inquietud postoperatoria. Presenta menos complicaciones pulmonares postoperatorias y menos hemorragias.

## Anestesia general
Se prefiere la anestesia general para cirugías oculares en adultos ansiosos, pacientes psiquiátricos, lactantes y niños. También está indicada en lesiones oculares perforantes y cirugías mayores como la exenteración. Durante la cirugía, hay que asegurarse de que no se produce retención de dióxido de carbono. Si esto ocurre, la coroides se hincha y el contenido ocular puede prolapsar en cuanto se abre el ojo. Las ventajas de la anestesia general es que produce una acinesia completa, una presión intraocular controlada y un entorno quirúrgico seguro. Es la opción más segura para la cirugía bilateral. Las complicaciones de la anestesia general son laringoespasmo, hipotensión, hipercarbia, depresión respiratoria y arritmia cardiaca.